# クラッチ

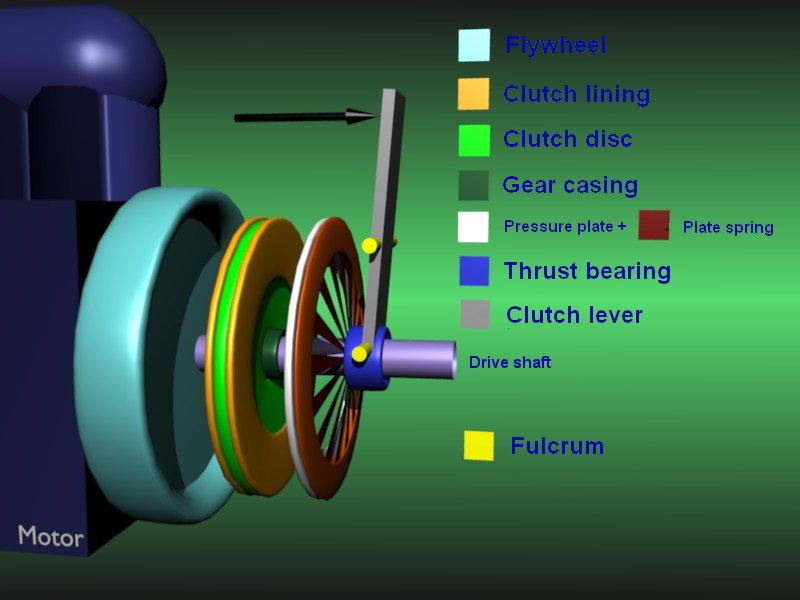
自動車用乾式単板クラッチの模式図 : クラッチプレート（中央）はプレッシャープレート（右）のプレートスプリング（ダイヤフラムスプリング）に押さえつけられ、摩擦力により動力を伝達している。クラッチペダルの操作によりレリーズフォーク（クラッチレバー）の端部に荷重がかかり（黒色矢印）、レリーズベアリング（スラストベアリング）がプレートスプリングの中心付近を押すことでプレートスプリングによる圧着荷重が解放され、回転を遮断する。この図のレリーズフォークはプレートスプリングを原動機の方向に押す「プッシュ式」であるが、原動機から離す方向へプレートスプリングを引く「プル式」もある。

クラッチ（英: Clutch）は、2つの物を勘合させた状態で固定や切り離しを行う機械要素。機械的に噛み合う構造や摩擦力を利用した構造のほか、粘性や電磁力を用いる方式がある。
主に2つの動力伝達軸の間で回転を伝達したり遮断したりする用途で用いられる。軸を掴んだり離したりする用途でも使われる。

## 概要
クラッチは、伝達元と伝達先の軸の回転が異なる状態で動作する必要がある場合に用いられる。たとえば、電動モーターにより動作のきっかけを作り、定常運転中はモーターを動力として利用しない機械では、モーターが回転抵抗とならないようにクラッチを利用して回転を遮断する場合がある。また自動車などで原動機に内燃機関を用いる場合、内燃機関は停車中も原動機の運転状態を維持し、発進時などに滑らかにトルクを伝達するために走行用のクラッチが利用される。あるいは1つの動力源から複数の要素を選択的に駆動する際にもクラッチが用いられて動力の伝達先が切り替えられる。
動力がまったく伝わっていない状態を「クラッチが切れている」と表現し、この状態にすることを「クラッチを切る」という。反対に、動力を完全に伝えている状態を「クラッチがつながっている」と表現し、この状態にすることを「クラッチをつなぐ」という。

## 種類

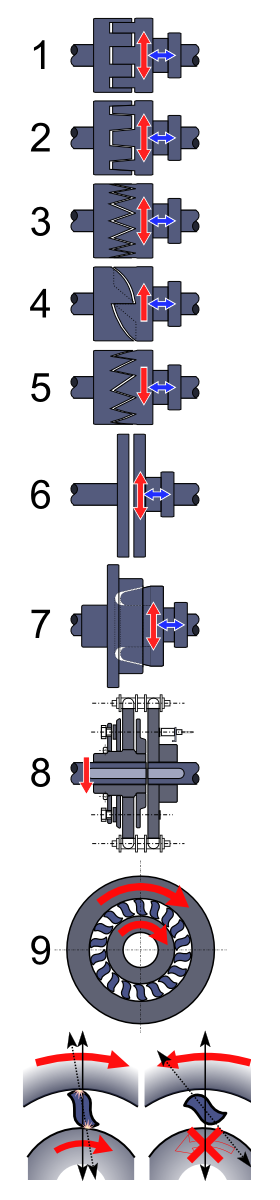
代表的なクラッチ
1.角型つめ
2.台形つめ
3.三角つめ
4.スパイラルつめ
5.のこ歯つめ
6.摩擦クラッチ（円盤）
7.摩擦クラッチ（円錐）
8.トルクリミッタ
9.ワンウェイ・クラッチ

クラッチの種類はトルクを伝達する機構や、切断と接続を切り替える方式により分類される。トルクの伝達には機械的な噛み合いや摩擦のほか、流体による伝達や磁力による伝達が利用される。断接機構には人力を油圧やリンク機構、コントロールケーブルを介して操作する方式や、ソレノイドや負圧アクチュエータにより動作する方式、クラッチ自身の回転で生じる遠心力を利用した方式がある。

### 噛み合いクラッチ
ドッグクラッチや確動クラッチとも呼ばれ、互いに噛み合う爪により動力を伝達する方式である、爪の断面形状には矩形や三角形、台形などがあり、逆方向の回転にはトルクを伝達せずに噛み合わない形状としたものもある。滑ることなくトルクを伝達する一方、伝達トルクを調整することはできず、回転速度の差が大きい場合は互いの爪が弾き合って噛み合うことができない。
代表的な例としては自動車などのトランスミッション内や自動式デフロックの内部の伝達機構、自転車用の内装変速機にて用いられている。

### 摩擦クラッチ

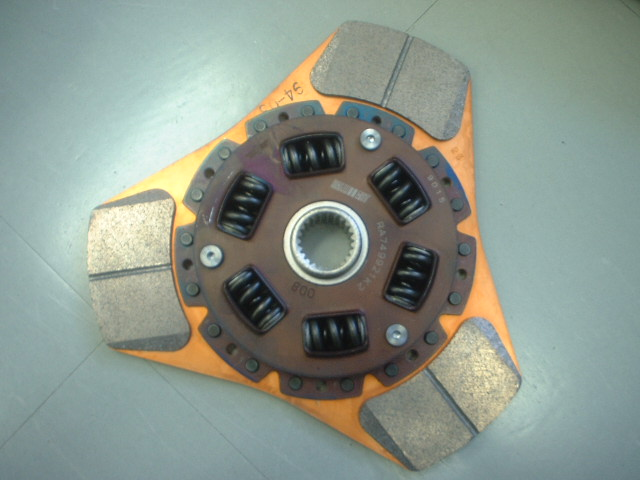
自動車用乾式クラッチディスク（クラッチプレート）の一例
（三菱4G63エンジン用）
摩擦材はメタル系。円周方向に6本のダンパースプリングが設けられた強化型クラッチである。

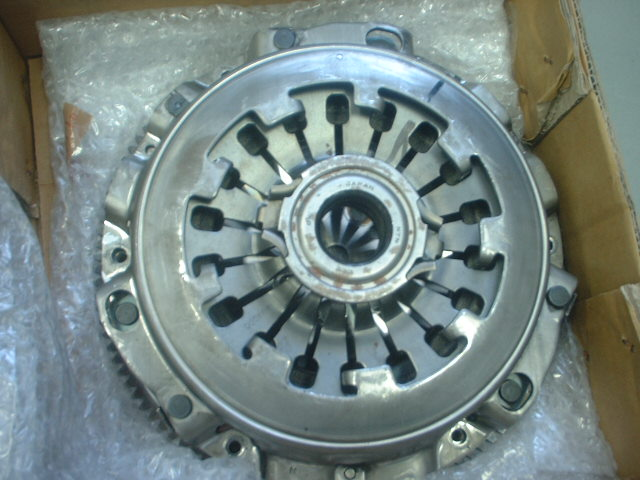
自動車用乾式クラッチカバーの一例
（三菱4G63エンジン用）

円錐クラッチの模式図:
1. 円錐（コーン）: 雌円錐 (female cone)（緑）, 雄円錐 (male cone)（青）
2. インプットシャフト: スプラインが刻まれており、雄円錐が前後移動する。
3. 摩擦材 : 雄円錐側に設けられ、摩擦で動力を伝達する
4. リターンスプリング : クラッチペダルを離すと、雄円錐を雌円錐側に押し戻す。
5. クラッチコントロール : クラッチペダルを踏む事で動力伝達が切られる。
6. アウトプットシャフト : エンジン側の動力を円錐クラッチに伝達する

摩擦力により動力を伝達するクラッチで、入力軸と出力軸の回転速度に差があっても、圧着荷重を調節することで滑りながらなめらかにトルクを伝達することができる。また、機械的に噛み合う構造ではないため、入力軸と出力軸の位相差に関わりなく接続が可能である。摩擦部が円板形状のディスククラッチ(英: disk clutch)、円筒形状のドラムクラッチ(英: drum clutch)、円錐形状の円錐クラッチがある。円錐クラッチは同じ外径で同じ圧着加重のディスククラッチと比べると面圧を高くでき、トルク伝達の許容量をより高くできる。また、摩擦面が潤滑油で潤滑された湿式と、潤滑されない乾式があり、湿式は耐摩耗性や冷却性に優れ、潤滑油がクラッチ接続時の衝撃を吸収する。これに対して乾式は構造が単純で保守性が高く、潤滑油の粘性による動力の伝達が生じない。いずれの場合も急速にクラッチを接続した際のトルク伝達の衝撃を和らげるためにばねやゴムによる衝撃吸収機構を備える場合がある。ディスククラッチの一種として、トルク伝達の許容量を保ったまま外径を小さくするため、複数の円板を交互に重ねた多板クラッチとする場合もある
ディスククラッチは自動車などの走行クラッチとして広く用いられている。このうち、湿式クラッチはオートバイで広く用いられているほか、一部の農業機械で用いられている。オートバイでは湿式多板クラッチを採用する場合が多い。乾式クラッチはマニュアルトランスミッションの自動車で広く用いられている。
円錐クラッチは戦前の自動車や戦車などの軍用車両のマニュアルトランスミッションで一般的であった。パワーボートでも円錐クラッチが用いられているほか、自動車のマニュアルトランスミッションに内蔵されるシンクロメッシュ機構に小型の円錐クラッチが用いられている。

#### 遠心クラッチ

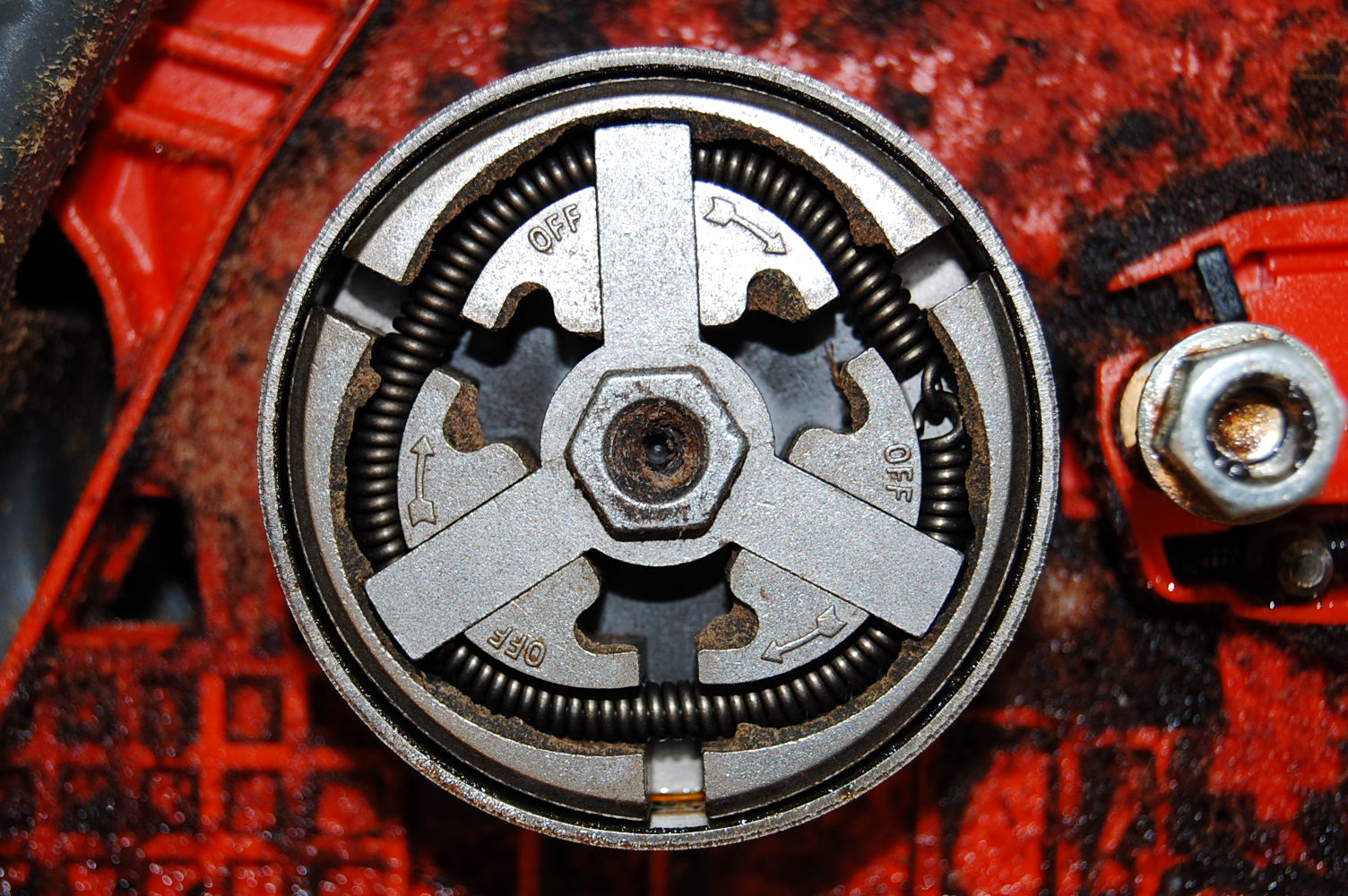
チェーンソーの遠心クラッチ。チェーンは遠心クラッチの外側に取り付けられたスプロケットにセットされる。

遠心クラッチは摩擦クラッチの一種で、遠心力によって圧着されるクラッチであり、入力軸の回転数が上がると自動的に接続される。一般的なものは内部拡充式とも呼ばれ、ドラムブレーキと同様の構造で、ブレーキシューと同じ働きをするクラッチシューが、遠心力によってこれを閉じようとするクラッチスプリングに打ち勝って開き、回転数が下がるとスプリングの力によって閉じる事で断続する。
またホンダ・スーパーカブ（ただし旧式のもの）などに代表される小型のオートバイで、変速時にシフトペダルに連動してクラッチを切る機能も持たせたものでは、湿式多板クラッチにカム式の遠心ウェイトを組み合わせて、遠心ウェイトのラジアル荷重をアキシャル荷重に変換してクラッチ板を圧着させている。（現在のスーパーカブは発進・停止用と変速用のクラッチを独立させた構造のため、内部拡充式の遠心クラッチを用いている）
自動車においては2016年現在「2ペダル式MT」と分類される機構のごく初期の事例にて遠心クラッチが採用された事があり、1950年代後半にZFザックスが開発したオートクラッチ機構を、サーブ・オートモービルを始め多くの欧州車がサキソマットの商標で採用していた。日本車ではRT20型トヨタ・コロナや310型日産・ブルーバード、AF7型コニー・360などでサキソマットの採用例がある。サキソマットはシフトレバーの操作と同時に、負圧式アクチュエータによって遠心クラッチを強制的に断続する事でクラッチペダルの操作を省略していたが、急制動などによりエンジンが高回転のまま停車するとエンストを起こす可能性があった。

#### 電磁摩擦クラッチ
電磁摩擦クラッチ(英:  electromagnetic friction clutch)は摩擦クラッチの動作を電磁石で行うものである。カーエアコンのコンプレッサにおいて、プーリーの回転を伝達、切断するクラッチとして採用されている。また、スーパーチャージャーを装備するエンジンで高回転域でスーパーチャージャーの駆動ロスを低減するために電磁クラッチが採用されている。1960年代には日本車にて、オートクラッチ機構の一つとして、シフトレバーの静電容量スイッチと連動して電磁クラッチを断続させる事で2ペダル式MTを実現した車種が登場している。電磁式オートクラッチは神鋼電機が日野自動車と共同開発し、日野・コンテッサに「シンコー・ヒノマチック」の名称で搭載したほか、富士重工業もスバル・360に「オートクラッチ」の名称で搭載している。
電磁クラッチは単純な駆動力の断続のみならず、伝達トルクを電流の強さで調節できることから、トルクコンバータの代用として用いられた例もあり、富士重工業は1980年代にECVTで電磁クラッチを採用していた。

### 流体クラッチ
液体で満たされた密閉容器の中に2つの羽根車が対峙しており、それぞれが入力軸と出力軸に連結されている。入力軸側の羽根車が回転して液体に流れを生じさせ、出力軸側の羽根車が液体の流れを受け止めて回転する。この原理を発展させて、流体の運動エネルギーを回生してトルクを増幅する機構を持ったものはトルクコンバータと呼ばれる。オートマチックトランスミッションを搭載した自動車の走行クラッチとして広く普及している。

### ワンウェイ・クラッチ
ワンウェイクラッチは定められた一方向のみのトルクを伝達し、逆回転では伝達しない。

### 電磁粉体クラッチ
わずかな隙間で対向させた1対の円板などの間に磁性体の粉末を入れておき、磁力を作用させて回転を伝えるクラッチのことを電磁粉体クラッチと呼ぶ。

## 自動車等の走行クラッチ

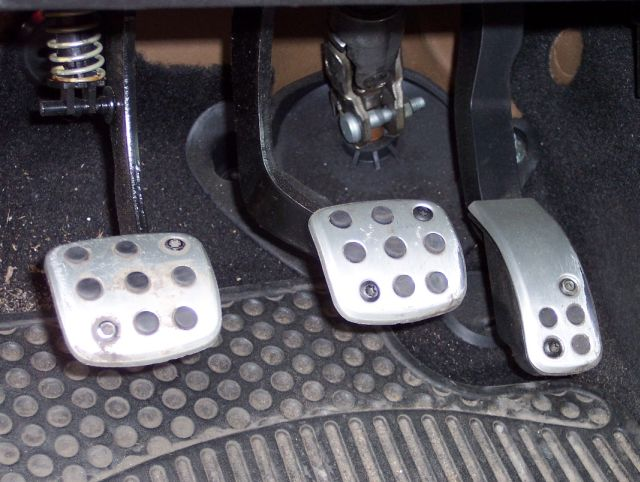
自動車運転席のペダル。左からクラッチペダル・ブレーキペダル・アクセルペダル

自動車をはじめ、陸上を走行する乗り物や作業機械ではエンジンの動力を駆動輪に伝達する過程にクラッチを介していて、エンジンを停止することなく停車できるようにしている。マニュアルトランスミッションを搭載した自動車や農業機械などではディスククラッチが利用されるのが一般的である。

### 乗用車・小型貨物車
マニュアルトランスミッションを搭載した乗用車や小型貨物車の場合、クラッチディスク(英: clutch disk)と呼ばれる1枚の円板をクラッチカバー(英: clutch cover)と呼ばれる圧着機構によってフライホイールに押しつけて挟む構造の乾式単板ディスククラッチが一般的に利用されている。クラッチディスクはトランスミッションのインプットシャフトに支持され、スプラインを介してトルクを伝達し、軸方向には自由に摺動できる。クラッチディスクの基部材である鋼板の両面にはクラッチフェーシング(英: clutch cover)と呼ばれる摩擦材が取り付けられていて、クラッチフェーシングの材質には繊維や金属粉を樹脂で成型したものが用いられている。古くは繊維材質のひとつとしてアスベストが用いられていた。クラッチフェーシングが取り付けられた鋼板と、スプラインを備えたハブとの間にはトーションスプリング(英: torsion spring)と呼ばれるばねが複数個あり、クラッチ接続時に生じる急激なトルクの変化を緩和している。クラッチカバーはフライホイールに固定され、エンジンと同じ回転速度で回転する。クラッチカバーにはクラッチディスクの片面にあるクラッチフェーシングと接触し面圧を与えるプレッシャープレート(英: pressure plate)やプレッシャープレートに圧着荷重を与えるクラッチスプリング(英: clutch spring)、ならびにそれらを支持し、動作させるための複数の部品が組み込まれ、これらを含んだサブアッセンブリをクラッチカバーと呼ぶ場合が多い。クラッチスプリングには乗用車や小型貨物車ではダイヤフラムスプリング(英: diaphragm spring)と呼ばれる薄い円錐形状の板ばねが用いられるのが一般的で、中央付近を軸方向に押す（あるいは引く）ことで円周部が逆方向に移動し、プレッシャープレートにかけた荷重を弱める。
クラッチは運転席に備えられた足踏み式のクラッチペダルを踏み込むとクラッチが切れ、放した状態でクラッチが繋がる。ペダルは運転者から見て左端に配置され、左足で操作を行うのが通常である。踏み加減を中間の状態にすると「半クラッチ」と呼ばれる、滑りながら部分的に動力を伝達する状態となり、踏み加減を調整して滑りと伝達のバランスをとりながら滑らかに繋ぐ操作ができる。特に発進する際には急速にクラッチを繋ぐとエンストを起こしたり車体挙動が不安定になったりするため、半クラッチを利用して滑らかにクラッチを繋ぐ技能が必要となる。
マニュアルトランスミッションを搭載した車種に、流体クラッチと摩擦クラッチが組み合わせて採用された例もある。三菱自動車は1980年に発売された4代目三菱・ギャランΣのガソリンターボ車とディーゼルターボ車に「フルードカップリング」として採用し、マツダは2代目ルーチェ・ロータリーやパークウェイ・ロータリー26などのロータリーエンジン車に「トルクグライド」として採用した。三菱は乗用車初採用のディーゼルターボの大トルク、マツダはトルクの細いロータリーで大型高級車を発進させる際の過度の半クラッチ操作から摩擦クラッチを保護する意図からこのような構造を採用しており、いずれも通常の5速MTのパターンにATと同じく駐車用のPポジションが設けられており、変速の際にはクラッチペダルを踏んで摩擦乾板クラッチを断続する必要があるが、停車・発進の際にはクラッチ操作を要さない、イージードライブの実現も兼ねた3ペダル式MTであった。2ペダル式MTでは1968年のポルシェ・911「スポルトマチック」、同年のフォルクスワーゲン・ビートル「オートマチック・スティック・シフト」にて流体クラッチと摩擦クラッチを併用したものが採用された。ポルシェ、VW共に構造上はサーブ・サキソマットの遠心クラッチを流体クラッチに置き換えたもので、クラッチを切らずに急停車した場合でもエンストを起こさない利点があった。しかし、これらのいずれの形式も、オートマチックトランスミッションの普及と進化により1980年代には姿を消していった。
オートマチックトランスミッションや無段変速機を搭載した乗用車では、摩擦クラッチをアクチュエーターによって自動的に断接する方式や、流体クラッチを利用した動力伝達が行われている。1900年代半ば以降は流体クラッチの発展機構であるトルクコンバータが広く普及した。また、主な動力伝達をトルクコンバーターで行い、流体クラッチに特有の伝達ロスを排除したい走行条件では自動的に断接する摩擦クラッチで伝達するロックアップ機構を備えたものが普及している。
シフトチェンジの操作を運転手が行いクラッチの動作を自動で行う、セミオートマチックトランスミッションを搭載した車種では、遠心クラッチや電磁摩擦クラッチ、あるいはバキュームアクチュエータで動作する摩擦クラッチが採用されている。クラッチ動作を自動で行う機構を発展させたトランスミッションとして、デュアルクラッチトランスミッションがある。
競技用途では車両及び回転系イナーシャの軽量化、車両の低重心化を指向して小径化され、結果としてトーションスプリングを設置するスペースがなくなり省かれることがある。

### オートバイ
マニュアルトランスミッションを搭載したオートバイでは複数のクラッチディスクとプレッシャープレートを交互に重ねて油の中に浸された、湿式多板ディスククラッチを採用する車種が多い。一部の車種では摩擦面に油が介在しない乾式多板ディスククラッチを採用する車種があるほか、縦置きエンジンを搭載した車種では乗用車と同様の乾式単板クラッチを採用する車種もある。乾式多板クラッチはエンジンオイルの攪拌抵抗を受けず交換が容易など、競技用としては利点があるが、耐久性や静粛性が低いため一般的ではない。ホンダ・スーパーカブなどに搭載される、クラッチ操作を不要としたマニュアルトランスミッションでは入力軸の回転によって生じる遠心力を利用してクラッチが繋がり、シフトペダルの操作によってクラッチが切れる機構を設けた湿式多板クラッチが採用されている。CVTを搭載した車種では、乾式の遠心クラッチが採用されている。
一部の車両を除き、クラッチの操作は油圧回路または機械的なコントロールケーブルを介して、左のハンドルレバーで行われる。レバーを握るとクラッチが切れ、レバーの操作を途中で止めることで半クラッチ状態にできる。
クルーザーと呼ばれる車種では、古くは手動レバーによる変速（ハンドシフト）と足踏み式クラッチの組み合わせが一般的だった。足踏み式クラッチの場合、操作方法の違いによりロッカークラッチ (英: Rocker Clutch) とノンロッカークラッチ (英: Non-Rocker Clutch) に区別される。いずれもレリーズシャフトを軸に揺動するペダル付きのレバーであるが、ロッカークラッチは軸の前後にペダルがありいずれか一方を踏んでクラッチを切り、もう一方を踏んでクラッチを繋ぐ。メーカーによって操作方法が異なり、例えばハーレーダビッドソンの場合、後ろのペダルを踏むとクラッチが切れ、足を離してもクラッチはつながらず、前を踏むことでクラッチが繋がる。ノンロッカークラッチは軸の前か後ろの一方にのみペダルがあり、踏み込むとクラッチが切れ、足を離すとリターンスプリングの作用によりクラッチが繋がる。ハンドシフトとノンロッカークラッチの組み合わせはスーサイド・クラッチ（自殺クラッチ、en:Suicide clutch）とも呼ばれる。

### メンテナンス

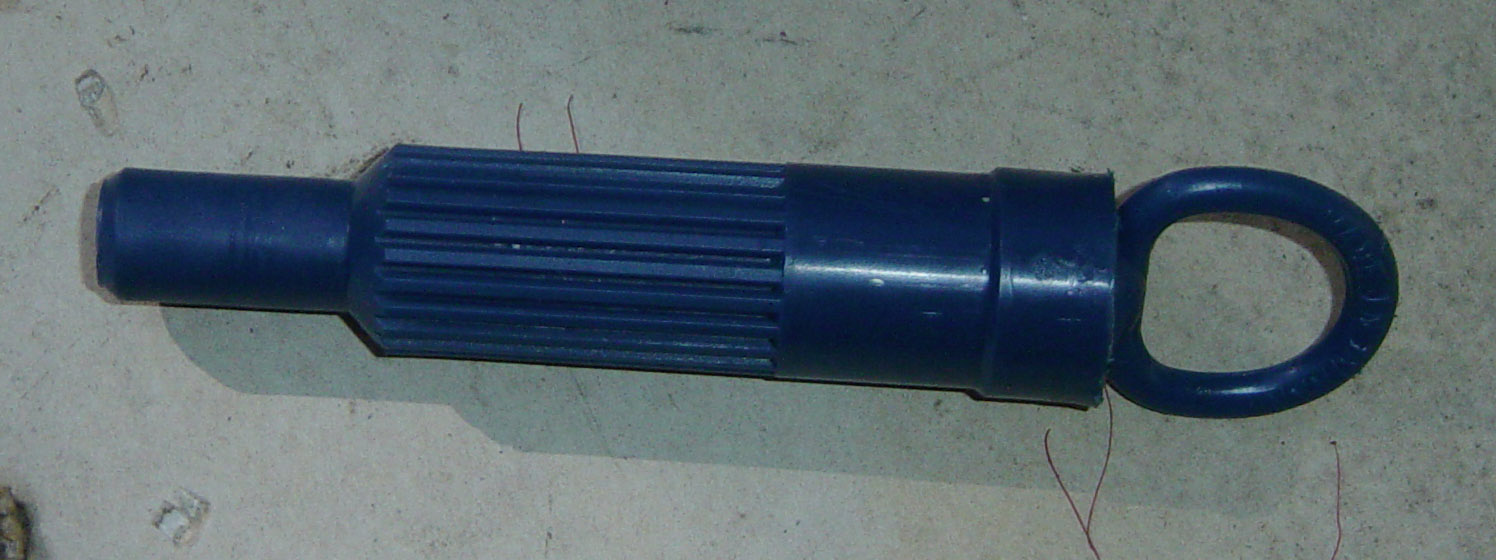
海外で販売される純正互換部品のクラッチキットに付属することがある樹脂製のパイロットシャフトガイドツール。クラッチカバーの装着の際に、クラッチプレートの芯出しを行う工具である。

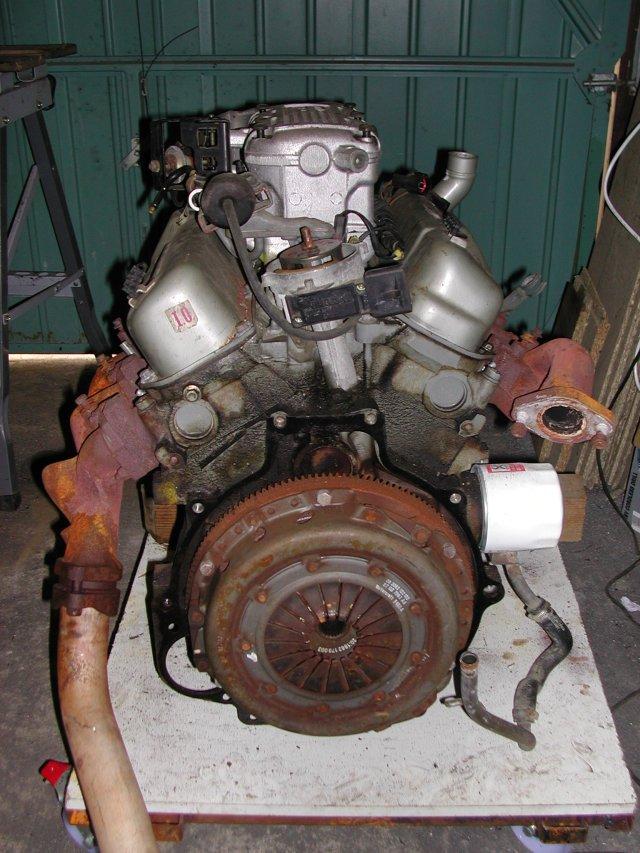
フォードV6エンジンを後方から見たところ。クラッチカバーがフライホイールに取り付けられている。

乗用車などに利用されている摩擦クラッチは使用に伴ってクラッチフェーシングが消耗して動力を伝達できなくなるほか、クラッチカバーに組み込まれたトーションスプリングの座面にクリアランスが生じてジャダーが発生したり、クラッチカバーの可動部やレリーズベアリングも使用に伴って摩耗する。マニュアルトランスミッションを搭載した車両において、走行クラッチは使用状況に応じて複数の部品の交換が必要となる装置である。
クラッチ操作機構の遊びを調整することが必要な場合がある。油圧によってペダルやレバーの動きを伝えて操作するクラッチの多くは遊びが自動的に調整されるが、コントロールケーブルを利用したものは張りを調整する機構が設けられている。極端に遊びがなく、操作していなくても常にクラッチを切る荷重がかかっている場合は、クラッチフェーシングが消耗していなくても動力を伝達できない場合があり、逆に遊びが多すぎる場合は、操作してもクラッチが完全に切れなくなることがある。